# Богородичина црква у Монтреалу
Богородичина црква у Монтреалу, Прва католичка црква Нотр-Дам у Монтреалу (фр. La Église catholique Notre-Dame de Montréal) посвећена Пресветој Богородици настала је на основама језуитске капеле, након доласка на простор Вил Мари (прве европске насеобине у Монтреалу, данас једне од општина Монтреала), свештеника из реда Сулпицијанаца, који су 1657. започели изградњу прве, веће жупне цркве, између 1672. и 1683. године. Црква се налазила на простору нешто северније и у оси садaшње Богородичине цркве, у старом градском језгру Монтрела, поред старе жупне цркве. Грађена је у барокном стилу, по нацртима архитекте из реда Сулпицијанаца, Франсоа Долијеа од Касона. У наредним вековима, због све већих потреба верника, настала је нова садашња црква, која је свечано отворена 1829. године. Црква је доживела многе фазе изградње, у којима је дограђивана и богато украшавана. Првобитна црква је једним делом срушена 1830. а другим делом (звоник) 1843. године, након окончања изградње два звоника на новој цркви.

## Историјат

### Услови који су претходили настанку цркве
На простору Монтреала где се данас налази Богородична црква живели су Ирокези, када је до њих 1535. године стигао француски истраживач Жак Картје. Прва европска насеобина на месту данашњег Монтреала подигнута је више од сто година касније, 1642. од стране Француских досељеника који су је назвали Вил Мари де Монреал. Потом је уследила брза колонизација простора и експанзија становништва као последица трговине крзном. Британске снаге су заузеле Вил Мари 1760. који је 1763, са осталим деловима Нове Француске, постао део Британске Северне Америке. 

### Прва или стара Богородична црква
Према расположивим историјским подацима и материјалним доказима (прикупљеним након археолошких истражива из 2001. године), прва Богородичина црква изграђена је у централном делу улице Нотр Дам у тадашњем утврђењу Вил Мари, преко пута данашње цркве. Црква је настала великим залагањем католичке заједнице и очева из реда Сулпицијанаца, и по нацрту свештеника Франсоа Долијеа од Касона. Изградња прве жупне цркве, тада јединог верског објекат у Вил Мари де Монреал, трајала је дужи временски период, и прошла је кроз бројне трансформација, од 1672. до 1683. године. 
У свом изворном облику, црква је била једнобродна грађевина са две капеле на бочним странама. Упркос релативно ниском ранга, ова жупна црква служила је и као катедрала за непрестано растући град, више од једног века. Године 1720. задатак да увећа простор и осмисли прочеље цркве добио је фр. Chaussegros de Léry, тако да је по његовим нацртима између 1723. и 1725. године дозидан највећи део цркве, са једном звонаром (јер није било довољно средстава за првобитно замишљене две звонаре). 
Следили су нови радови. Године 1734. црква је проширена са обе стране наоса, а 1739. са севере и јужне стране наоса дограђен је трансепт. Овим екстензијама, цркве је постала истоветна са другим црквама са трансептом (који у црквеном градитељству представља попречни брод положен усправно на уздужне бродове тако да раздваја светилиште од остатка цркве и даје основи облик латинског крста). По нацртима архитекте Франсоа Бележеа, од 1785. до 1795. године, урађена је фрескодекорација наоса а затим и декорација фасаде и свода 1818.
Како бројни додаци на цркви нису били довољни за све бројнију верску заједницу на почетку 19. века, многи верници у току богослужења боравили су на тргу испред базилике и на улици, и зато су око цркве били изграђени иконостаси. На крају свог постојања, тј. пре рушења 1830. године црква је имала 220 клупа и 74 столице.
Рушење старе цркве почело је у мају 1830. само годину дана након свечаног отварања нове цркве 7. јуна 1829. Њена камена фасаде је након демонтирања транспортована до манастира Риколе, и уграђен у његову фасаду све до рушења 1867. године. До окончања изградње две куле-звонаре на новој Богородичиној цркви, звоник старе цркве служио је својој намени све до 1843. године када је црква коначно срушена.

## Галерија
- Стара и нова Богородична црква (1820)
- Стара и нова Богородична црква (1830)
- Манастир Риколе у који је уграђен камен са старе цркве